# Eduardo Moreiras Collazo
Eduardo Moreiras Collazo (Quiroga 1914 - Vigo 1991) va ser un escriptor en gallec i castellà. La seva temàtica preferida era el mar. Va estudiar, en la Universitat de Santiago de Compostel·la, Filosofia i Lletres. Va viure a Vigo i es va casar amb Olga Barreiro amb qui va tenir tres fills. Va estar casat trenta-cinc anys, durant els quals va desenvolupar la major part de la seva obra poètica. Més tard va casar en segones noces amb la poetisa Luz Pozo Garza. Va ser fundador i director de la revista Mensajes de Poesía. Va traduir al castellà els poemes de Paul Éluard en 1955. A partir d'aquest any va escriure només en gallec. Va ser membre de la Reial Acadèmia Gallega.

## Obra

### En castellà
- El bosque encantado, 1947.
- Éxtasis, 1948.
- Los oficios, 1952.

### En gallec
- A realidade esencial, 1955 (poesia)
- Paisaxe en rocha viva, 1958 (poesia)
- Os nobres carreiros, 1970 (poesia),
- Follas de vagar. Xornal (1969-1970), 1972 (diari)
- Primaveira no Lor, 1974 (relats)
- Fogo soltó, 1976 (relats)
- O libro dos mortos, 1979 (poesia) (Premi de la Crítica de poesia gallega)